# Stanford R. Ovshinsky
Stanford R. Ovshinsky (n. 24 noiembrie 1922, Akron, Ohio, SUA – d. 17 octombrie 2012, Bloomfield Hills, Michigan, SUA) a fost un inventator american și om de știință care are cca. 400 de brevete în ultimii cincizeci de ani, mai ales în domeniul energiei sau al informațiilor.
Multe din invențiile sale au o gamă largă de aplicații. Printre cele mai importante invenții ale sale se numără: o baterie ecologică NiMH care a fost utilizată pe scară largă la laptop-uri, camere digitale, telefoane mobile și mașini electrice și hibride; panouri solare; ecran plate cu afișaj cu cristale lichide; memorii reinscripționabile de CD și DVD pentru computer; pilele de combustie cu hidrogen, etc.
1. 1 2  Stanford Robert Ovshinsky, Find a Grave, accesat în 9 octombrie 2017
2. 1 2  Stanford R. Ovshinsky, SNAC, accesat în 9 octombrie 2017
3. 1 2  „Stanford R. Ovshinsky”, Gemeinsame Normdatei, accesat în 9 aprilie 2014
4. ↑  „Stanford R. Ovshinsky”, Gemeinsame Normdatei, accesat în 10 decembrie 2014
5. ↑  Inventor, solar innovator Stanford R. Ovshinsky dies at 89 (în engleză), accesat în 16 ianuarie 2013
6. ↑  IdRef, accesat în 11 mai 2020
7. ↑  National Inventors Hall of Fame